# Olympische Sommerspiele 2020/Teilnehmer (Hongkong)
| Gelbes Symbol für Goldmedaillen mit stilisierten Olympischen Ringen | Graues Symbol für Silbermedaillen mit stilisierten Olympischen Ringen | Braundes Symbol für Bronzemedaillen mit stilisierten Olympischen Ringen |
| ------------------------------------------------------------------- | --------------------------------------------------------------------- | ----------------------------------------------------------------------- |
| 1                                                                   | 2                                                                     | 3                                                                       |

Hongkong nahm an den Olympischen Spielen 2020 in Tokio mit 43 Sportlern in 13 Sportarten teil. Es war die insgesamt 17. Teilnahme an Olympischen Sommerspielen.

## Teilnehmer nach Sportarten

### Badminton
| Athleten                    | Wettbewerb | Gruppenphase                  | Gruppenphase              | Gruppenphase | Gruppenphase | Achtelfinale  | Achtelfinale  | Viertelfinale               | Viertelfinale      | Halbfinale                  | Halbfinale         | Finale / Platz 3                | Finale / Platz 3   | Rang  |
| Athleten                    | Wettbewerb | Gegner                        | Ergebnis                  | Punkte       | Rang         | Gegner        | Ergebnis      | Gegner                      | Ergebnis           | Gegner                      | Ergebnis           | Gegner                          | Ergebnis           | Rang  |
| --------------------------- | ---------- | ----------------------------- | ------------------------- | ------------ | ------------ | ------------- | ------------- | --------------------------- | ------------------ | --------------------------- | ------------------ | ------------------------------- | ------------------ | ----- |
| Frauen                      |            |                               |                           |              |              |               |               |                             |                    |                             |                    |                                 |                    |       |
| Cheung Ngan Yi              | Einzel     | Ksenia Polikarpova            | 2:1 (21:15, 15:21, 21:16) | 82:91        | 2            | ausgeschieden | ausgeschieden | ausgeschieden               | ausgeschieden      | ausgeschieden               | ausgeschieden      | ausgeschieden                   | ausgeschieden      | 15–28 |
| Cheung Ngan Yi              | Einzel     | P. V. Sindhu                  | 0:2 (9:21, 16:21)         | 82:91        | 2            | ausgeschieden | ausgeschieden | ausgeschieden               | ausgeschieden      | ausgeschieden               | ausgeschieden      | ausgeschieden                   | ausgeschieden      | 15–28 |
| Männer                      |            |                               |                           |              |              |               |               |                             |                    |                             |                    |                                 |                    |       |
| Ng Ka Long                  | Einzel     | Lino Muñoz                    | 2:0 (21:9, 21:10)         | 75:62        | 2            | ausgeschieden | ausgeschieden | ausgeschieden               | ausgeschieden      | ausgeschieden               | ausgeschieden      | ausgeschieden                   | ausgeschieden      | 15    |
| Ng Ka Long                  | Einzel     | K. Cordón                     | 0:2 (20:22, 13:21)        | 75:62        | 2            | ausgeschieden | ausgeschieden | ausgeschieden               | ausgeschieden      | ausgeschieden               | ausgeschieden      | ausgeschieden                   | ausgeschieden      | 15    |
| Mixed                       |            |                               |                           |              |              |               |               |                             |                    |                             |                    |                                 |                    |       |
| Tang Chun Man Tse Ying Suet | Doppel     | Chan Peng Soon / Goh Liu Ying | 2:1 (21:18, 10:21, 21:16) | 145:155      | 2            | —             | —             | Marcus Ellis / Lauren Smith | 2:0 (21:13, 21:18) | Zheng Siwei / Huang Yaqiong | 0:2 (16:21, 12:21) | Yuta Watanabe / Arisa Higashino | 0:2 (17:21, 21:23) | 4     |
| Tang Chun Man Tse Ying Suet | Doppel     | Wang Yilu / Huang Dongping    | 0:2 (12:21, 18:21)        | 145:155      | 2            | —             | —             | Marcus Ellis / Lauren Smith | 2:0 (21:13, 21:18) | Zheng Siwei / Huang Yaqiong | 0:2 (16:21, 12:21) | Yuta Watanabe / Arisa Higashino | 0:2 (17:21, 21:23) | 4     |
| Tang Chun Man Tse Ying Suet | Doppel     | M. Lamsfuß / Isabel Herttrich | 2:1 (22:20, 20:22, 21:16) | 145:155      | 2            | —             | —             | Marcus Ellis / Lauren Smith | 2:0 (21:13, 21:18) | Zheng Siwei / Huang Yaqiong | 0:2 (16:21, 12:21) | Yuta Watanabe / Arisa Higashino | 0:2 (17:21, 21:23) | 4     |

### Fechten
| Athleten                                            | Wettbewerb         | 1. Runde           | 1. Runde | 2. Runde       | 2. Runde      | Achtelfinale     | Achtelfinale  | Viertelfinale   | Viertelfinale | Halbfinale / Klassifikation | Halbfinale / Klassifikation | Finale / Platzierung | Finale / Platzierung | Rang  |
| Athleten                                            | Wettbewerb         | Gegner             | Ergebnis | Gegner         | Ergebnis      | Gegner           | Ergebnis      | Gegner          | Ergebnis      | Gegner                      | Ergebnis                    | Gegner               | Ergebnis             | Rang  |
| --------------------------------------------------- | ------------------ | ------------------ | -------- | -------------- | ------------- | ---------------- | ------------- | --------------- | ------------- | --------------------------- | --------------------------- | -------------------- | -------------------- | ----- |
| Frauen                                              |                    |                    |          |                |               |                  |               |                 |               |                             |                             |                      |                      |       |
| Kaylin Hsieh                                        | Degen Einzel       | A. Murtasajewa     | 7:14     | ausgeschieden  | ausgeschieden | ausgeschieden    | ausgeschieden | ausgeschieden   | ausgeschieden | ausgeschieden               | ausgeschieden               | ausgeschieden        | ausgeschieden        | 33–34 |
| Vivian Kong                                         | Degen Einzel       | Freilos            | Freilos  | M. L. Doig     | 15:11         | R. Knapik-Miazga | 15:8          | A. Murtasajewa  | 10:15         | ausgeschieden               | ausgeschieden               | ausgeschieden        | ausgeschieden        | 5–8   |
| Coco Lin                                            | Degen Einzel       | K. T. Abdul Rahman | 11:15    | ausgeschieden  | ausgeschieden | ausgeschieden    | ausgeschieden | ausgeschieden   | ausgeschieden | ausgeschieden               | ausgeschieden               | ausgeschieden        | ausgeschieden        | 33–34 |
| Chu Ka Mong Kaylin Hsieh Vivian Kong Coco Lin       | Degen Mannschaft   | —                  | —        | —              | —             | —                | —             | China           | 32:44         | Vereinigte Staaten          | 31:42                       | ROC                  | 28:27                | 7     |
| Männer                                              |                    |                    |          |                |               |                  |               |                 |               |                             |                             |                      |                      |       |
| Cheung Ka Long                                      | Florett Einzel     | Freilos            | Freilos  | J. Mertine     | 15:12         | A. Foconi        | 15:3          | K. Borodatschow | 15:14         | A. Choupenitch              | 15:10                       | D. Garozzo           | 15:11                | Gold  |
| Cheung Siu Lun                                      | Florett Einzel     | A. Sanità          | 14:15    | ausgeschieden  | ausgeschieden | ausgeschieden    | ausgeschieden | ausgeschieden   | ausgeschieden | ausgeschieden               | ausgeschieden               | ausgeschieden        | ausgeschieden        | 33–36 |
| Ryan Choi                                           | Florett Einzel     | Freilos            | Freilos  | M. Van Haaster | 15:10         | T. Shikine       | 6:15          | ausgeschieden   | ausgeschieden | ausgeschieden               | ausgeschieden               | ausgeschieden        | ausgeschieden        | 9–16  |
| Cheung Ka Long Cheung Siu Lun Ryan Choi Lawrence Ng | Florett Mannschaft | —                  | —        | —              | —             | Freilos          | Freilos       | ROC             | 39:45         | Deutschland                 | 38:45                       | Ägypten              | 45:21                | 7     |

### Golf
| Athleten     | Runde 1 | Runde 2 | Runde 3 | Runde 4 | Gesamt | Par | Rang |
| ------------ | ------- | ------- | ------- | ------- | ------ | --- | ---- |
| Frauen       |         |         |         |         |        |     |      |
| Tiffany Chan | 77      | 74      | 69      | 70      | 290    | +6  | 50   |

### Karate

#### Kata
| Athleten  | Wettbewerb | Ausscheidungsrunde | Ausscheidungsrunde | Platzierungsrunde | Platzierungsrunde | Kampf um Gold / Bronze | Kampf um Gold / Bronze | Kampf um Gold / Bronze | Rang   |
| Athleten  | Wettbewerb | Punkte             | Rang               | Punkte            | Rang              | Gegner                 | Punkte                 | Rang                   | Rang   |
| --------- | ---------- | ------------------ | ------------------ | ----------------- | ----------------- | ---------------------- | ---------------------- | ---------------------- | ------ |
| Frauen    |            |                    |                    |                   |                   |                        |                        |                        |        |
| Grace Lau | Kata       | 26,15              | 2                  | 26,40             | 2                 | D. Bozan               | 26,94                  | 3                      | Bronze |

### Leichtathletik
Laufen und Gehen 
| Athleten        | Wettbewerb   | 1. Runde | 1. Runde | Halbfinale    | Halbfinale    | Finale        | Finale        | Rang          |
| Athleten        | Wettbewerb   | Zeit     | Rang     | Zeit          | Rang          | Zeit          | Rang          | Rang          |
| --------------- | ------------ | -------- | -------- | ------------- | ------------- | ------------- | ------------- | ------------- |
| Frauen          |              |          |          |               |               |               |               |               |
| Ching Siu Nga   | 20 km Gehen  | —        | —        | —             | —             | 1:37:53 h     | 35            | 35            |
| Männer          |              |          |          |               |               |               |               |               |
| Chan Chung Wang | 110 m Hürden | 14,23 s  | 8        | ausgeschieden | ausgeschieden | ausgeschieden | ausgeschieden | ausgeschieden |

### Radsport

#### Straße
| Athleten      | Wettbewerb    | Zeit | Rang |
| ------------- | ------------- | ---- | ---- |
| Männer        |               |      |      |
| Hiu Fung Choy | Straßenrennen | DNF  | –    |

#### Bahn
| Athleten              | Wettbewerb | Qualifikation | Qualifikation | Finals        | Finals        | Rang   |
| Athleten              | Wettbewerb | Zeit          | Rang          | Zeit / Punkte | Rang          | Rang   |
| --------------------- | ---------- | ------------- | ------------- | ------------- | ------------- | ------ |
| Frauen                |            |               |               |               |               |        |
| Lee Wai-sze           | Sprint     | 10,538 s      | 9             | Gewinnerin    | 3             | Bronze |
| Jessica Lee Hoi-yan   | Sprint     | 11,232 s      | 28            | ausgeschieden | ausgeschieden | 28     |
| Lee Wai-sze           | Keirin     | + 0,188 s     | 3             | + 0,043 s     | 8             | 8      |
| Jessica Lee Hoi-yan   | Keirin     | + 0,445 s     | 4             | + 1,005 s     | 23            | 23     |
| Leung Bo Yee Pang Yao | Madison    | —             | —             | −40           | 13            | 13     |

Omnium
| Frauen   |        |    |    |   |    |    |    |     |     |   |    |
| Pang Yao | Omnium | 16 | 13 | 4 | 19 | 10 | 16 | −40 | DNF | — | 18 |

### Reiten

#### Vielseitigkeitsreiten
| Athleten                         | Wettbewerb | Minuspunkte Dressur | Minuspunkte Gelände | Minuspunkte Springen | Minuspunkte Springen | Minuspunkte Gesamt | Rang |
| -------------------------------- | ---------- | ------------------- | ------------------- | -------------------- | -------------------- | ------------------ | ---- |
| Thomas Heffernan Ho mit Tayberry | Einzel     | 46,70               | 55,60               | 17,20                | nicht qualifiziert   | 119,50             | 42   |

### Rudern
| Athleten    | Wettbewerb | Vorlauf     | Vorlauf | Vorlauf       | Hoffnungslauf | Hoffnungslauf | Hoffnungslauf | Viertelfinale | Viertelfinale | Viertelfinale  | Halbfinale  | Halbfinale | Halbfinale    | Finale      | Finale | Rang |
| Athleten    | Wettbewerb | Zeit        | Platz   | Qualifikation | Zeit          | Platz         | Qualifikation | Zeit          | Platz         | Qualifikation  | Zeit        | Platz      | Qualifikation | Zeit        | Platz  | Rang |
| ----------- | ---------- | ----------- | ------- | ------------- | ------------- | ------------- | ------------- | ------------- | ------------- | -------------- | ----------- | ---------- | ------------- | ----------- | ------ | ---- |
| Frauen      |            |             |         |               |               |               |               |               |               |                |             |            |               |             |        |      |
| Winnie Hung | Einer      | 8:17,79 min | 4       | Hoffnungslauf | 8:23,58 min   | 2             | Viertelfinale | 8:36,37 min   | 6             | Halbfinale C/D | 7:56,30 min | 6          | Finale D      | 8:02,79 min | 5      | 23   |

### Schwimmen
| Athleten                                              | Wettbewerb         | Vorlauf     | Vorlauf | Halbfinale    | Halbfinale    | Finale         | Finale        | Rang   |
| Athleten                                              | Wettbewerb         | Zeit        | Rang    | Zeit          | Rang          | Zeit           | Rang          | Rang   |
| ----------------------------------------------------- | ------------------ | ----------- | ------- | ------------- | ------------- | -------------- | ------------- | ------ |
| Frauen                                                |                    |             |         |               |               |                |               |        |
| Siobhán Haughey                                       | 50 m Freistil      | 24,75 s     | 15      | DNS           | –             | ausgeschieden  | ausgeschieden | 17     |
| Siobhán Haughey                                       | 100 m Freistil     | 52,70 s     | 2       | 52,40 s       | 2             | 52,27 s        | 2             | Silber |
| Siobhán Haughey                                       | 200 m Freistil     | 1:56,48 min | 8       | 1:55,16 min   | 2             | 1:53,92 min AR | 2             | Silber |
| Stephanie Au                                          | 100 m Rücken       | 1:01,07 min | 26      | ausgeschieden | ausgeschieden | ausgeschieden  | ausgeschieden | 26     |
| Tam Hoi Lam Camille Cheng Stephanie Au Ho Nam Wai     | 4 × 100 m Freistil | 3:43,52 min | 15      | —             | —             | ausgeschieden  | ausgeschieden | 15     |
| Stephanie Au Camille Cheng Siobhán Haughey Ho Nam Wai | 4 × 200 m Freistil | DNS         | –       | —             | —             | ausgeschieden  | ausgeschieden | –      |
| Toto Wong Jamie Yeung Siobhán Haughey Camille Cheng   | 4 × 100 m Lagen    | 4:02,86 min | 13      | —             | —             | ausgeschieden  | ausgeschieden | 13     |
| Männer                                                |                    |             |         |               |               |                |               |        |
| Ian Ho                                                | 50 m Freistil      | 22,45 s     | 32      | ausgeschieden | ausgeschieden | ausgeschieden  | ausgeschieden | 32     |
| Ian Ho                                                | 100 m Freistil     | 49,49 s     | 34      | ausgeschieden | ausgeschieden | ausgeschieden  | ausgeschieden | 34     |
| William Yan Thorley                                   | 10 km Freiwasser   | —           | —       | —             | —             | 1:58:33,4 h    | 22            | 22     |

### Segeln
| Athleten         | Wettbewerb      | Qualifikation | Qualifikation | Finale        | Finale        | Gesamt | Gesamt |
| Athleten         | Wettbewerb      | Punkte        | Rang          | Punkte        | Rang          | Punkte | Rang   |
| ---------------- | --------------- | ------------- | ------------- | ------------- | ------------- | ------ | ------ |
| Frauen           |                 |               |               |               |               |        |        |
| Hayley Chan      | Windsurfen RS:X | 81            | 8             | 14            | 7             | 95     | 8      |
| Stephanie Norton | Laser Radial    | 304           | 39            | ausgeschieden | ausgeschieden | 304    | 39     |
| Männer           |                 |               |               |               |               |        |        |
| Michael Cheng    | Windsurfen RS:X | 119           | 13            | ausgeschieden | ausgeschieden | 119    | 13     |

### Tischtennis
| Athleten                                    | Wettbewerb | 1. Runde       | 1. Runde | 2. Runde              | 2. Runde | 3. Runde          | 3. Runde      | Achtelfinale              | Achtelfinale  | Viertelfinale            | Viertelfinale | Halbfinale    | Halbfinale    | Finale/Platz 3 | Finale/Platz 3 | Rang   |
| Athleten                                    | Wettbewerb | Gegner         | Erg.     | Gegner                | Erg.     | Gegner            | Erg.          | Gegner                    | Erg.          | Gegner                   | Erg.          | Gegner        | Erg.          | Gegner         | Erg.           | Rang   |
| ------------------------------------------- | ---------- | -------------- | -------- | --------------------- | -------- | ----------------- | ------------- | ------------------------- | ------------- | ------------------------ | ------------- | ------------- | ------------- | -------------- | -------------- | ------ |
| Frauen                                      |            |                |          |                       |          |                   |               |                           |               |                          |               |               |               |                |                |        |
| Doo Hoi Kem                                 | Einzel     | —              | —        | —                     | —        | Shin Yubin        | 4:2           | Britt Eerland             | 4:1           | Chen Meng                | 2:4           | ausgeschieden | ausgeschieden | ausgeschieden  | ausgeschieden  | 5–8    |
| Minnie Soo Wai Yam                          | Einzel     | —              | —        | María Xiao            | 2:4      | ausgeschieden     | ausgeschieden | ausgeschieden             | ausgeschieden | ausgeschieden            | ausgeschieden | ausgeschieden | ausgeschieden | ausgeschieden  | ausgeschieden  | 33–48  |
| Doo Hoi Kem Minnie Soo Wai Yam Lee Ho Ching | Mannschaft | —              | —        | —                     | —        | —                 | —             | Brasilien                 | 3:1           | Rumänien                 | 3:1           | Japan         | 0:3           | Deutschland    | 3:1            | Bronze |
| Männer                                      |            |                |          |                       |          |                   |               |                           |               |                          |               |               |               |                |                |        |
| Wong Chun Ting                              | Einzel     | —              | —        | —                     | —        | Chuang Chih-Yuan  | 1:4           | ausgeschieden             | ausgeschieden | ausgeschieden            | ausgeschieden | ausgeschieden | ausgeschieden | ausgeschieden  | ausgeschieden  | 17–32  |
| Lam Siu Hang                                | Einzel     | Brian Afanador | 4:3      | Sathiyan Gnanasekaran | 4:3      | Tomokazu Harimoto | 1:4           | ausgeschieden             | ausgeschieden | ausgeschieden            | ausgeschieden | ausgeschieden | ausgeschieden | ausgeschieden  | ausgeschieden  | 17–32  |
| Wong Chun Ting Lam Siu Hang Ho Kwan Kit     | Mannschaft | —              | —        | —                     | —        | —                 | —             | Frankreich                | 0:3           | ausgeschieden            | ausgeschieden | ausgeschieden | ausgeschieden | ausgeschieden  | ausgeschieden  | 9–16   |
| Mixed                                       |            |                |          |                       |          |                   |               |                           |               |                          |               |               |               |                |                |        |
| Wong Chun Ting Doo Hoi Kem                  | Doppel     | —              | —        | —                     | —        | —                 | —             | Ádám Szudi Szandra Pergel | 4:0           | E. Lebesson Yuan Jia Nan | 3:4           | ausgeschieden | ausgeschieden | ausgeschieden  | ausgeschieden  | 5–8    |

### Triathlon
| Athleten      | Wettbewerb | Zeit      | Rang |
| ------------- | ---------- | --------- | ---- |
| Männer        |            |           |      |
| Oscar Coggins | Einzel     | 1:48:55 h | 33   |

### Turnen

#### Gerätturnen
| Athleten      | Wettbewerb | Qualifikation | Qualifikation | Finale        | Finale        | Rang |
| Athleten      | Wettbewerb | Punkte        | Rang          | Punkte        | Rang          | Rang |
| ------------- | ---------- | ------------- | ------------- | ------------- | ------------- | ---- |
| Männer        |            |               |               |               |               |      |
| Shek Wai Hung | Sprung     | 14,274        | 12            | ausgeschieden | ausgeschieden | 12   |